# Амплітуда виду
Амплітуда виду (англ. amplituda of species) — відрізок градієнта фактору (осі гіперпростору фундаментальних екологічних ніш), зайнятий розподілом виду (у вузькому сенсі — популяції). Розрізняють амплітуди виду екологічну (син. аутекологічну,  фізіологічну) і фітоценотичну (син. синекологічну, синфізіологічну). Екологічна амплітуда виду проявляється в умовах відсутності конкуренції і тому звичайно ширша, ніж фітоценотична. З різницею амплітуд видів пов'язана і більша екологічна різноманітність видів в умовах угруповань рослин у порівнянні з фітоценозами.